# Robert Dun
Pour les articles homonymes, voir Dun et Robert Dun (diplomate).
Robert Dun, de son vrai nom Maurice Martin, né le 13 février 1920 à Marseille et mort le 8 mars 2002 à Saint-Vincent, est un écrivain français et soldat SS dans la 33e division SS Charlemagne.
Il est un adepte du nationalisme européen et du néopaganisme.

## Biographie

### Enfance et formation
Il naît le 13 février 1920.

### Carrière
Il traduit en français « Ainsi parlait Zarathoustra » de Nietzsche.

#### Seconde Guerre mondiale
En 1943, il s'engage dans la Division SS Charlemagne,. 

#### Après-guerre
À son retour en France il est condamné en 1948 à Lyon à un an de prison pour cet engagement. Concernant cette période, il renie par la suite le culte du chef du national-socialisme sans jamais se départir de son racialisme: 

« Alors, gardez bien votre conscience de Français, d'Européens, de Blancs et soyez si vous le pouvez une partie de notre race, de notre sang, de notre âme, qui continuerait à vivre quand tout croulera autour de nous »,Archives : Robert Dun, « Lettre aux canadiens », 2001 (consulté le 27 septembre 2024)

— Robert Dun
Robert Dun a repris de l'œuvre de Ludwig Ferdinand Clauss la théorie, selon lui fondamentale, opposant le « psychisme de la forêt, propre à l'indo-européanité », au « psychisme du désert, propre au sémitisme ».

### Décès
Il meurt le 8 mars 2002.

## Ouvrages
- Les Confidences d'un Loup-Garou, Procédé mécanographique, chez l'Auteur, [s.d.], [1971] ; 2e édition, sous le titre de Confidences d'un Loup-Garou, Le Puy, Éditions du Crêve Tabous, 2003 ; 3e édition, [s.l.], Les Amis de la Culture Européenne (ACE), 2005.
- Le Message du Verseau, Le Puy, chez l'Auteur, 1977.
- Nietzsche (Frédéric), Ainsi parlait Zarathoustra, Paris, Le Labyrinthe, 1983 ; 2e édition, Paris, A.H.E., 1988.
- Manifeste de l'Art sacerdotal et le Rosier sur la cendre, Poèmes initiateurs. Procédé mécanographique, chez l'Auteur, [s. d.], (circa 1984).
- Le Grand Suicide, Le Puy, Éditions du Crêve-Tabous, 1984 ; 2e édition, Saint-Étienne, Éditions du Crêve-Tabous, 2001. Édition augmentée d'un entretien exclusif avec l'auteur.
- BOJORIX, Woher ? Wohin ? Wozu ? Antworten an die heutige Sphynx, [s. l.], [s. d.], (circa 1986).
- Liberté, Vérité, Santé ou les Catacombes de la Libre Pensée, Procédé mécanographique, Le Puy, chez l'Auteur, 1990 ; 2e édition, sous le titre Les Catacombes de la Libre Pensée, Liberté, Vérité, Santé, édition privée hors commerce (Crêve-Tabous), [s. l.], [s. d.], (circa 1999) ; 3e édition, [s.l.], Les Amis de la Culture Européenne (ACE), 2005.
- L'Âme Européenne, Réponses à Bernard-Henri Lévy, Ruisbroek, L'Anneau, 1993 ; 2e édition, Le Puy, chez l'Auteur, 1994.
- Neues Licht über « Also sprach Zarathoustra », Homburg, Tempelhof, 1995.
- Vers l'Europe retrouvée ou la mort !, Saint-Étienne, Les Amis de la Culture Européenne (ACE), 2000.
- Une vie de combat, Cartouches intellectuelles, Saint-Étienne, Éditions du Crêve-Tabous, 2000. Également une partie en CD et CD-Rom : Une vie de combat. Recueil d'entretiens enregistrés, Éditions du Crêve-Tabous, 2000.
- (Faisant partie de la méthode trilingue d'apprentissage de l'Europo), le roman Lo Sage om Vanda og Romuald, Procédé mécanographique, [s. d.], chez l'Auteur, 113 p.

### Traduction
- Friedrich Nietzsche, Ainsi parlait Zarathoustra, Paris, Le Labyrinthe, 1983 ; 2e édition, Paris, A.H.E., 1988.

## Note
1. 1 2  « Robert Dun (1920-2002) », sur data.bnf.fr (consulté le 21 avril 2025)
2. ↑  Friedrich Nietzsche, Ainsi parlait Zarathoustra, Paris, Le Labyrinthe, 1988, 280 p.
3. ↑  Pierre Vial, Terre & Peuple n°83, 2020 (lire en ligne), p. 33
4. ↑  Stéphane François, Les néo-paganismes et la nouvelle droite, 1980-2006:Pour une autre approche, Archè, 2008, page 164
5. ↑  Robert Dun mettait toutefois en garde ses lecteurs contre la tentation d'un conflit ouvert contre les immigrés maghrébins, la véritable ligne de clivage n'étant pour lui pas raciale :
« Prenez garde, ouvriers européens : les mêmes qui vous ont submergés de dizaines de millions de musulmans pour écraser vos revendications peuvent vous exciter demain à vous battre contre ces mêmes musulmans devenus combattants. On vous dira qu’on s’est trompé (qui est “on” ?), que ces hommes n’ont pas su profiter de l’évolution qu’on leur proposait. Ne tombez pas dans le piège.
J’ai dénoncé plus clairement que quiconque les bases pathologiques des religions du désert, marxisme inclus. Je suis bien loin de me laisser gagner par les mirages infantiles de l’islam. Mais si la crapulocratie s’en prend à l’islam, ce n’est pas à cause de ses dogmes infantiles, ni à cause des tchadors d’écolières manipulées. C’est parce que l’islam reste la seule force anticapitaliste, la seule capable de faire échouer le chancre mondial de la société de consommation.
La guerre civile mondiale, à la fois raciale, culturelle et sociale ne sera pas évitée. Mais les hommes libres n’y ont aucune place. Ne vous laissez pas entraîner dans le tourbillon de folie et ne vous battez qu’en cas d’absolue nécessité, si vous êtes personnellement attaqués. » (« Camarade, ne te trompe pas d'ennemi ! », L'Homme libre, fils de la terre, juin 1995).
6. ↑  Robert Dun, « Lettres aux canadiens », 2001
7. ↑  Philippe Baillet, L'Autre Tiers-mondisme: des origines à l’islamisme radical - Fascistes, nationaux-socialistes, nationalistes-révolutionnaires entre « défense de la race » et « solidarité anti-impérialiste », Saint-Genis-Laval, Akribeia, 2016, 475 p. (ISBN 978-2913612617), p. 181